# The Green Goddess (film 1923)
The Green Goddess è un film muto del 1923 diretto da Sidney Olcott. Si tratta della prima versione del lavoro teatrale di William Archer portato in scena con grande successo dall'attore britannico George Arliss che ne interpreterà anche il remake sonoro nel 1930, La dea verde. Pure Alice Joyce, la protagonista femminile, rifarà il ruolo di Lucille nella versione sonora.
Nel 1943, D. Ross Lederman ne girò un'ulteriore versione intitolata Adventure in Iraq, interpretata da John Loder, con Paul Cavanagh nel ruolo del Rajah.
Una copia del film è conservata negli archivi dell'UCLA.

## Trama
Per vendicare la sentenza di morte di tre principi indiani, parte dell'India si ribella agli inglesi, creando situazioni di pericolo per i residenti britannici. Tre di questi, il maggior Crespin, sua moglie Lucille e l'amico dottor Traherne, volano verso il nord, per andare a salvare i bambini della coppia, in vacanza in una zona di montagna.
L'aereo però cade in una zona vicina all'Himalaya e il terzetto viene catturato dai sudditi di un rajah che si scoprirà essere il fratello dei condannati a morte. L'uomo decide di approfittare di quei bianchi cadutigli tra le mani, per offrirli in sacrificio alla dea verde, l'idolo del suo popolo, per pareggiare la morte dei suoi tre fratelli.
Gli inglesi dapprima credono di essere ospiti del rajah, che li tratta con cortesia, ma poi scoprono con raccapriccio che sono destinati al sacrificio. La fuga è impossibile, ma il maggiore intuisce che il rajah è in possesso di una radio ricetrasmittente. Riesce, con l'aiuto del medico, a trovarla e a lanciare un messaggio di aiuto.
Scoperti dal rajah, il maggiore viene ucciso e Lucille e il medico (che si amano) vengono condotti alla grotta del sacrificio. Mentre la condanna sembra inevitabile, arrivano le truppe britanniche che salvano i due.

## Produzione
Il film venne girato negli Studios della Biograph di New York. Il ruolo del Rajah - compìto gentiluomo educato a Oxford, ma anche satrapo orientale venato di crudele follìa - venne affidato a George Arliss, che ne aveva già fatto uno dei suoi cavalli di battaglia più celebri sui palcoscenici di Broadway e, in precedenza, a Londra dove aveva recitato per due anni con a fianco Aileen Pringle. Per interpretare la parte di Lucille sullo schermo le venne però preferita Alice Joyce. Mentre Watkins, l'assistente del Rajah, era interpretato da Ivan Simpson che aveva ricoperto lo stesso ruolo a Broadway.

## Distribuzione
Fu distribuito dalla Goldwyn-Cosmopolitan Distributing Corporation, presentato in prima al Sam Harris Theatre.

### Data di uscita
Il film venne distribuito in varie nazioni:
- USA 14 agosto 1923
- Finlandia 4 maggio 1925
- Francia 8 maggio 1925[5]

Titolo francese: La déesse rouge
Titolo spagnolo: La diosa verde
Il film è stato presentato in Italia nel 2008 alle Giornate del cinema muto di Pordenone

### Critica
Il film ebbe un grande successo e la critica lo accolse con frasi enfatiche di grande effetto, come accadde per ll New York Times che lo definì "una commedia cinematografica che annuncia l'alba di una nuova era nel mondo del cinema". La versione di The Green Goddess del 1923 fu considerata tra i migliori dieci film usciti quell'anno.